# Flugplatz Megève

i7
i11
i13
Der Flugplatz Megève (IATA-Code: MVV, ICAO-Code: LFHM) ist ein französischer Altiport nahe dem Skigebiet Megève im Département Haute-Savoie auf einer Höhe von 1472 m (4,830 ft). Wegen der durch die Topografie des Gebirges verursachten Eigenschaften seiner Start- und Landebahn wird er als Altiport bezeichnet.
Die Landebahn ist nur 434 m lang (mit Stopway 637 m) und weist eine Steigung von bis zu 9,3 % auf. Daher ist für den Anflug eine eigene qualification montagne, d. h. eine Anflugerlaubnis für Altiports, oder eine sechs Monate gültige permission für diesen Flugplatz erforderlich.

## Sport
Im Jahr 2022 ging auf der Start- und Landebahn des Flugplatzes von Megève die 10. Etappe der Tour de France zu Ende. Kurz zuvor wurde auf der Route de la Côté 2000, die zum Flugplatz führt, auf dem Montée de l'Altiport de Megève (1382 m) eine Bergwertung der 2. Kategorie abgenommen. Etappensieger wurde der Däne Magnus Cort Nielsen. Die Bergwertung sicherte sich der Spanier Luis León Sánchez.
Die Zieleinfahrt auf der Start- und Landebahn wurde bereits im Jahr 2020 auf der 5. Etappe des Critérium du Dauphiné durchgeführt. Damals wurde die Bergwertung der 2. Kategorie im Ziel abgenommen.